# 美佳子のぱよぱよ
『美佳子のぱよぱよ』（みかこのぱよぱよ）とは、ラジオ大阪で2000年10月7日から2001年3月31日まで放送されていた、声優・高橋美佳子がパーソナリティを務めたラジオ番組。

## 概要
高橋も出演していた『ビクター生臭大放送 本気モードラジオ』の後番組として放送スタート。その半年後に番組は放送終了を迎えるも、高橋自身は後番組『美佳子のぱよりんこ』で同時間枠のパーソナリティを続投した。
なお、『美佳子のぱよぱよ』自体は、インターネットラジオの『美佳子@ぱよぱよ』に引き継がれた。

## コーナー
- うなりぱよ
- 由美子のコーナー
- ぱよぱよニュース
- おはようぱよ - 寝ている関係者に話し掛けてその対応を考えるコーナー
- 予告ぱよ - 来週起こることをでっち上げるコーナー

## 名珍言
- 新人女性声優による異例の下ネタ・トークが毎回繰り広げられた。
- （公開録音の場所の説明で）「場所は千葉県松戸のミューラスホール。オーラルビジョンのあるビル」（高橋美佳子）
- （ライブの開催に喜んで）「あの衣装、乳バンド... 山本麻里安に"私にはできない"って言われました」（高橋美佳子）
- （公開録音で下ネタトークをした直後）「ウシさんは好きです。でも大っきくなった象さんはもっと好きです。」
- （由美子のコーナーより）「2人でサックスしよー!、サックス、サックス、S.A.X」（小林由美子）